# Jindřichův Hradec (distrito)
Okres Jindřichův Hradec é o maior distrito da República Checa, situada na região Boêmia do Sul. Com 93.000 habitantes tem uma superfície de 1.944 km².

## Cidades e municípios
- Báňovice
- Bednárec
- Bednáreček
- Blažejov
- Bořetín u Strmilova
- Březina u Deštné
- Budeč u Dačic
- Budíškovice
- Cep
- Cizkrajov
- Červený Hrádek u Dačic
- České Velenice
- Český Rudolec
- Číměř
- Člunek
- Dačice
- Dešná u Dačic
- Deštná u Jindřichova Hradce
- Dívčí Kopy
- Dobrohošť
- Dolní Pěna
- Dolní Žďár u Lásenice
- Domanín
- Doňov
- Drunče
- Dunajovice
- Dvory nad Lužnicí
- Frahelž
- Hadravova Rosička
- Halámky
- Hamr
- Hatín
- Heřmaneč
- Horní Meziříčko
- Horní Němčice
- Horní Pěna
- Horní Radouň
- Horní Skrýchov
- Horní Slatina
- Hospříz
- Hrachoviště
- Hříšice
- Chlum u Třeboně
- Jarošov nad Nežárkou
- Jilem
- Jindřichův Hradec
- Kačlehy
- Kamenný Malíkov
- Kardašova Řečice
- Klec
- Kostelní Radouň
- Kostelní Vydří
- Kunžak
- Lásenice
- Lodhéřov
- Lomnice nad Lužnicí
- Lužnice
- Majdalena
- Nová Bystřice
- Nová Olešná
- Nová Včelnice
- Nová Ves nad Lužnicí
- Novosedly nad Nežárkou
- Okrouhlá Radouň
- Peč
- Písečné
- Pístina
- Plavsko
- Pleše
- Pluhův Žďár
- Polště
- Ponědraž
- Ponědrážka
- Popelín
- Příbraz
- Rapšach
- Ratiboř u Jindřichova Hradce
- Rodvínov
- Roseč
- Rosička
- Slavonice
- Smržov u Lomnice nad Lužnicí
- Staňkov u Třeboně
- Staré Hobzí
- Staré Město pod Landštejnem
- Stráž nad Nežárkou
- Strmilov
- Stříbřec
- Střížovice u Kunžaku
- Studená
- Suchdol nad Lužnicí
- Světce
- Třebětice
- Třeboň
- Újezdec u Kardašovy Řečice
- Velký Ratmírov
- Vícemil
- Višňová u Kardašovy Řečice
- Vlčetínec
- Volfířov
- Vydří
- Záblatí u Ponědraže
- Záhoří u Veselí nad Lužnicí
- Zahrádky
- Žďár u Nové Včelnice
- Županovice